# Шаблоны C++
Шабло́ны (англ. template) — средство языка C++, предназначенное для кодирования обобщённых алгоритмов без привязки к некоторым параметрам (например, типам данных, размерам буферов, значениям по умолчанию).
В C++ возможно создание шаблонов функций и классов.
Шаблоны позволяют создавать параметризованные классы и функции. Параметром может быть любой тип или значение одного из допустимых типов (целое число, enum, указатель на любой объект с глобально доступным именем, ссылка). Например, нам нужен какой-то класс:
```
class
 
SomeClass
{

	
int
 
SomeValue
;

	
int
 
SomeArray
[
20
];

	
...

};

```

Для одной конкретной цели мы можем использовать этот класс. Но, вдруг, цель немного изменилась, и нужен еще один класс. Теперь нужно 30 элементов массива SomeArray и вещественный тип SomeValue элементов SomeArray. Тогда мы можем абстрагироваться от конкретных типов и использовать шаблоны с параметрами. Синтаксис: в начале перед объявлением класса декларируем шаблон, то есть template, и укажем параметры в угловых скобках. В нашем примере:
```
template
 
<
 
int
 
ArrayLength
,
 
typename
 
SomeValueType
 
>
 
class
 
SomeClass
{

	
SomeValueType
 
SomeValue
;

	
SomeValueType
 
SomeArray
[
 
ArrayLength
 
];

	
...

};

```

Тогда для первого случая (с целочисленным SomeValue и SomeArray в 20 элементов) пишем:
```
SomeClass
 
<
 
20
,
 
int
 
>
 
SomeVariable
;

```

для второго:
```
SomeClass
 
<
 
30
,
 
double
 
>
 
SomeVariable2
;

```

Хотя шаблоны предоставляют краткую форму записи участка исходного кода, их использование не сокращает исполняемый код, так как для каждого набора параметров компилятор создаёт отдельный экземпляр функции или класса. Как следствие, исчезает возможность совместного использования скомпилированного кода в рамках разделяемых библиотек.

## Шаблоны функций

### Синтаксис описания шаблона
Шаблон функции начинается с ключевого слова template, за которым в угловых скобках следует список параметров. Затем следует объявление функции:
```
template
<
 
typename
 
T
 
>
 

void
 
sort
(
 
T
 
array
[],
 
int
 
size
 
);
  
// прототип: шаблон sort объявлен, но не определён 

template
<
 
typename
 
T
 
>

void
 
sort
(
 
T
 
array
[],
 
int
 
size
 
)
   
// объявление и определение

{

  
T
 
t
;

  
for
 
(
int
 
i
 
=
 
0
;
 
i
 
<
 
size
 
-
 
1
;
 
i
++
)

    
for
 
(
int
 
j
 
=
 
size
 
-
 
1
;
 
j
 
>
 
i
;
 
j
--
)

      
if
 
(
array
[
j
]
 
<
 
array
[
j
-1
])

      
{

        
t
 
=
 
array
[
j
];

        
array
[
j
]
 
=
 
array
[
j
-1
];

        
array
[
j
-1
]
 
=
 
t
;

      
}

}

template
<
 
int
 
BufferSize
 
>
         
// целочисленный параметр

char
*
 
read
()

{

  
char
 
*
Buffer
 
=
 
new
 
char
[
 
BufferSize
 
];

  
/* считывание данных */

  
return
 
Buffer
;

}

```

Ключевое слово typename появилось сравнительно недавно, поэтому стандарт допускает использование class вместо typename:
```
template
<
 
class
 
T
 
>

```

Вместо T допустим любой другой идентификатор.

### Пример использования
Простейшим примером служит определение минимума из двух величин.
Если a меньше b, то вернуть а, иначе — вернуть b
В отсутствие шаблонов программисту приходится писать отдельные функции для каждого используемого типа данных. Хотя многие языки программирования определяют встроенную функцию минимума для элементарных типов (таких как целые и вещественные числа), такая функция может понадобиться и для сложных (например, «время» или «строка») и очень сложных («игрок» в онлайн-игре) объектов.
Так выглядит шаблон функции определения минимума:
```
template
<
 
typename
 
T
 
>

T
 
min
(
 
T
 
a
,
 
T
 
b
 
)

{

  
return
 
a
 
<
 
b
 
?
 
a
 
:
 
b
;

}

```

Для вызова этой функции можно просто использовать её имя:
```
min
(
 
1
,
 
2
 
);

min
(
 
'a'
,
 
'b'
 
);

min
(
 
string
(
 
"abc"
 
),
 
string
(
 
"cde"
 
)
 
);

```

### Вызов шаблонной функции
Вообще говоря, для вызова шаблонной функции необходимо указать значения для всех параметров шаблона. Для этого после имени шаблона указывается список значений в угловых скобках:
```
int
 
i
[]
 
=
 
{
 
5
,
 
4
,
 
3
,
 
2
,
 
1
 
};

sort
<
int
>
(
i
,
 
5
);

char
 
c
[]
 
=
 
"бвгда"
;

sort
<
char
>
(
 
c
,
 
strlen
(
 
c
 
)
 
);

sort
<
 
int
 
>
(
c
,
 
5
);
    
// ошибка: у sort<int> параметр int[], а не char[]

char
 
*
ReadString
 
=
 
read
<
20
>
();

delete
[]
 
ReadString
;

ReadString
 
=
 
read
<
30
>
();

```

Для каждого набора параметров компилятор генерирует новый экземпляр функции. Процесс создания нового экземпляра называется инстанцированием шаблона.
В примере выше компилятор создал две специализации шаблона функции sort (для типов char и int) и две специализации шаблона read (для значений BufferSize 20 и 30). Последнее скорее всего расточительно, так как для каждого возможного значения параметра компилятор будет создавать новые и новые экземпляры функций, которые будут отличаться лишь одной константой.

#### Выведение значений параметров
В некоторых случаях компилятор может сам вывести (логически определить) значение параметра шаблона функции из аргумента функции. Например, при вызове вышеописанной функции sort необязательно указывать параметр шаблона (если он совпадает с типом элементов аргумента-массива):
```
int
 
i
[
5
]
 
=
 
{
 
5
,
 
4
,
 
3
,
 
2
,
 
1
 
};

sort
(
 
i
,
 
5
 
);
                   
// вызывается sort< int >

char
 
c
[]
 
=
 
"бвгда"
;

sort
(
 
c
,
 
strlen
(
 
c
 
)
 
);
         
// вызывается sort< char >

```

Возможно выведение и в более сложных случаях.
В случае использования шаблонов классов с целыми параметрами также возможно выведение этих параметров. Например:
```
template
<
 
int
 
size
 
>

class
 
IntegerArray

{

  
int
 
Array
[
 
size
 
];

  
/* ... */

};

```

```
template
<
 
int
 
size
 
>
  
// Прототип шаблона

void
 
PrintArray
(
 
IntegerArray
<
 
size
 
>
 
array
 
)
 
{
 
/* ... */
 
}
 
// Вызов шаблона

// Использование объекта шаблона

IntegerArray
<
20
>
 
ia
;

PrintArray
(
 
ia
 
);

```

Правила выведения введены в язык для облегчения использования шаблона и для избежания возможных ошибок, например попытки использования sort< int > для сортировки массива символов.
Если параметр шаблона можно вывести по нескольким аргументам, то результат выведения должен быть в точности одинаков для всех этих аргументов. Например, следующие вызовы ошибочны:
```
min
 
(
0
,
 
'a'
);

min
 
(
7
,
 
7.0
);

```

### Ошибки в шаблонах
Ошибки, связанные с использованием конкретных параметров шаблона, нельзя выявить до того, как шаблон использован. Например, шаблон min сам по себе не содержит ошибок, однако использование его с типами, для которых операция '<' не определена, приведёт к ошибке:
```
struct
 
A

{

  
int
 
a
;

};

```

```
A
 
obj1
,
 
obj2
;

min
(
 
obj1
,
 
obj2
 
);

```

Если ввести операцию '<' до первого использования шаблона, то ошибка будет устранена. Так проявляется гибкость шаблонов в C++:
```
friend
 
inline
 
bool
 
operator
<
 
(
 
const
 
A
&
 
a1
,
 
const
 
A
&
 
a2
 
)
 
{
 
return
 
a1
.
a
 
<
 
a2
.
a
;
 
}

min
(
 
obj1
,
 
obj2
 
);

```

## Шаблоны классов
В классе, реализующем связный список целых чисел, алгоритмы добавления нового элемента списка, поиска нужного элемента не зависят от того, что элементы списка — целые числа. Те же алгоритмы применялись бы и для списка символов, строк, дат, классов игроков и так далее.
```
template
<
 
class
 
T
 
>

class
 
List

{

  
/* ... */

public
:

  
void
 
Add
(
 
const
 
T
&
 
Element
 
);

  
bool
 
Find
(
 
const
 
T
&
 
Element
 
);

  
/* ... */

};

```

### Использование шаблонов
Для использования шаблона класса необходимо указать его параметры:
```
List
<
int
>
 
li
;

List
<
string
>
 
ls
;

li
.
Add
(
 
17
 
);

ls
.
Add
(
 
"Hello!"
 
);

```

## Технические подробности

### Параметры шаблонов
Параметрами шаблонов могут быть: параметры-типы, параметры обычных типов, параметры-шаблоны.
Для параметров любого типа можно указывать значения по умолчанию.
```
template
<
 
class
 
T1
,
                    
// параметр-тип

          
typename
 
T2
,
                 
// параметр-тип

          
int
 
I
,
                       
// параметр обычного типа

          
T1
 
DefaultValue
,
             
// параметр обычного типа

          
template
<
 
class
 
>
 
class
 
T3
,
  
// параметр-шаблон

          
class
 
Character
 
=
 
char
       
// параметр по умолчанию

        
>

```

#### Параметры-шаблоны
Если в шаблоне класса или функции необходимо использовать один и тот же шаблон, но с разными параметрами, то используются параметры-шаблоны. Например:
```
  
template
<
 
class
 
Type
,
 
template
<
 
class
 
>
 
class
 
Container
 
>

  
class
 
CrossReferences

  
{

    
Container
<
 
Type
 
>
 
mems
;

    
Container
<
 
Type
*
 
>
 
refs
;

    
/* ... */

  
};

  
CrossReferences
<
 
Date
,
 
vector
 
>
 
cr1
;

  
CrossReferences
<
 
string
,
 
set
 
>
 
cr2
;

```

Нельзя использовать шаблоны функций в качестве параметров-шаблонов.

### Правила выведения аргументов шаблона функции
Для параметров, которые являются типами (например, параметр T функции sort) возможно выведение, если аргумент функции имеет один из следующих типов:
| Тип аргумента                                                                                      | Описание |
| -------------------------------------------------------------------------------------------------- | --- |
| T const T volatile T                                                                               | Сам тип T, возможно с модификаторами const или volatile. template< class T > T ReturnMe( const T arg ) { return arg; } ReturnMe( 7 ); ReturnMe( 'a' ); |
| T* T& T[A] A — константа                                                                           | Указатель, ссылка или массив элементов типа T. Примером может служить шаблон функции sort, рассмотренный выше |
| Templ<T> Templ — имя шаблона класса                                                                | В качестве аргумента, функция требует конкретную специализацию некоторого шаблона. #include <vector> template< class T > void sort( vector< T > array ) { /* сортировка */ } vector<int> i; vector<char> c; sort( i ); sort( c ); |
| T (*) (args) args — некие аргументы                                                                | Указатель на функцию, которая возвращает тип T. template< class T > T* CreateArray( T(*GetValue)(), const int size ) { T *Array = new T[ size ]; for( int i = 0; i < size; i++ ) Array[i] = GetValue(); return Array; } int GetZero() { return 0; } char InputChar() { char c; cin >> c; return c; } int *ArrayOfZeros = CreateArray( GetZero, 20 ); char *String = CreateArray( InputChar, 40 ); |
| type T::* T Class::* type — некий тип Class — некий класс                                          | Указатель на член класса T произвольного типа. Указатель на член типа T произвольного класса. class MyClass { public: int a; }; template< class T > T& IncrementIntegerElement( int T::* Element, T& Object ) { Object.*Element += 1; return Object; } template< class T > T IncrementMyClassElement( T MyClass::* Element, MyClass& Object ) { Object.*Element += 1; return Object.*Element; } MyClass Obj; int n; n = ( IncrementIntegerElement( &MyClass::a, Obj ) ).a; n = IncrementMyClassElement( &MyClass::a, Obj );                                                                |
| type (T::*) (args) T (Class::*) (args) type — некий тип Class — некий класс args — некие аргументы | Указатель на функцию-член класса T произвольного типа. Указатель на функцию-член типа T произвольного класса. class MyClass { public: int a; int IncrementA(); }; int MyClass::IncrementA() { return ++a; } template< class T > T& CallIntFunction( int (T::* Function)(), T& Object ) { (Object.*Function)(); return Object; } template< class T > T CallMyClassFunction( T (MyClass::* Function)(), MyClass& Object ) { return (Object.*Function)(); } MyClass Obj; int n; n = ( CallIntFunction( &MyClass::IncrementA, Obj ) ).a; n = CallMyClassFunction( &MyClass::IncrementA, Obj ); |

### Члены классов-шаблонов
Члены шаблона класса являются шаблонами, причём с той же, что и у шаблона класса, параметризацией. В частности это означает, что определение функций-членов следует начинать с заголовка шаблона:
```
  
template
<
 
class
 
T
 
>

  
class
 
A

  
{

    
void
 
f
(
 
T
 
data
 
);

    
void
 
g
(
 
void
 
);

  
public
:

    
A
();

  
};

  
template
<
 
class
 
T
 
>

  
void
 
A
<
T
>::
f
(
 
T
 
data
 
);

  
template
<
 
class
 
T
 
>

  
void
 
A
<
T
>::
g
(
 
void
 
);

```

Внутри области видимости шаблона не нужно повторять спецификатор. Это значит, что например A<T>::A() — это конструктор, хотя можно писать и A<T>::A<T>().

#### Типы как члены классов
Если параметром шаблона является класс, у которого есть член, являющийся типом данных, то для использования этого члена, нужно применять ключевое слово typename. Например:
```
  
class
 
Container

  
{

  
public
:

    
int
 
array
[
 
15
 
];

    
typedef
 
int
*
 
iterator
;

    
/* ... */

    
iterator
 
begin
()
 
{
 
return
 
array
;
 
}

  
};

  
template
<
 
class
 
C
 
>

  
void
 
f
(
 
C
&
 
vector
 
)

  
{

    
C
::
iterator
 
i
 
=
 
vector
.
begin
();
          
// ошибка

    
typename
 
C
::
iterator
 
i
 
=
 
vector
.
begin
();

  
}

```

#### Шаблоны как члены классов
Проблемы возникают и с членами-шаблонами. Если шаблон (ConvertTo()), который является членом класса (A), который в свою очередь является параметром шаблона (f), используется в этом шаблоне (f) и не допускает выведения параметров, то необходимо использовать квалификатор template:
```
  
class
 
A

  
{

  
/* ... */

  
public
:

    
template
<
 
class
 
T
 
>
 
T
&
 
ConvertTo
();

    
template
<
 
class
 
T
 
>
 
void
 
ConvertFrom
(
 
const
 
T
&
 
data
 
);

  
};

  
template
<
 
class
 
T
 
>

  
void
 
f
(
 
T
 
Container
 
)

  
{

    
int
 
i1
 
=
 
Container
.
template
 
ConvertTo
<
int
>
()
 
+
 
1
;

    
Container
.
ConvertFrom
(
 
i1
 
);
                          
// квалификатор не нужен

  
}

```

## Критика и сравнение с альтернативами
Шаблонное метапрограммирование в C++ страдает от множества ограничений, включая проблемы портируемости, отсутствие поддержки отладки или ввода/вывода в процессе инстанцирования шаблонов, длительное время компиляции, низкую читабельность кода, скудную диагностику ошибок и малопонятные сообщения об ошибках. Подсистема шаблонов C++ определяется как полный по Тьюрингу чистый функциональный язык программирования, но программисты в функциональном стиле считают это провокацией и не спешат признавать C++ успешным языком.
Многие языки (Java 5, Ада, Delphi 2009) реализуют поддержку обобщённого программирования более простым способом, некоторые даже на уровне системы типов (см. Eiffel, а также параметрический полиморфизм в языках семейства ML); такие языки не нуждаются в механизмах, похожих на шаблоны C++.
Средства макроподстановки в Си, хоть и не обладают Тьюринг-полнотой, представляют собой достаточное для низкоуровневого программирования средство порождающего программирования, и в C99 их возможности были существенно расширены.
Язык D обладает шаблонами более мощными, чем C++..